# Squadra portoricana di Fed Cup
La squadra portoricana di Fed Cup rappresenta l'arcipelago di Porto Rico nella Fed Cup, ed è posta sotto l'egida della Asociación de Tenis de Puerto Rico.
Essa partecipa alla competizione dal 1992, senza aver mai fatto parte del Gruppo Mondiale e ad oggi, la miglior performance, è stata fatta registrare nell'edizione del 1995 quando vinse il gruppo I della zona Americana e si qualificò per gli spareggi del Gruppo Mondiale II, senza tuttavia riuscire a passare.

## Organico 2011
Aggiornato ai match del gruppo II (16-21 maggio 2011). Fra parentesi il ranking della giocatrice nei giorni della disputa degli incontri.
- Yolimar Ogando (WTA #)
- Ana Sofía Cordero (WTA #)
- Mónica Matías (WTA #)
- Mara Sofía Martínez-Santori (WTA #)

## Ranking ITF
- Il prossimo aggiornamento del ranking è previsto per il mese di febbraio 2012.

| Porto Rico nel Ranking ITF (aggiornata al 7 novembre 2011) |             |        |                          |
| Pos                                                        | Squadra     | Punti  | Gruppo                   |
| 46                                                         | Portogallo  | 677.50 | Gruppo I - Europa/Africa |
| 47                                                         | Lussemburgo | 612.00 | Gruppo I - Europa/Africa |
| 48                                                         | Guatemala   | 611.75 | Gruppo II - Americhe     |
| 49                                                         | Porto Rico  | 579.50 | Gruppo II - Americhe     |
| 50                                                         | Venezuela   | 579.25 | Gruppo I - Americhe      |
| 51                                                         | Hong Kong   | 569.00 | Gruppo II - Asia/Oceania |
| 52                                                         | Ecuador     | 563.00 | Gruppo II - Americhe     |